# Collin (Familienname)
Collin ist ein deutscher, französischer und englischer Familienname.

## Namensträger
- Alexandra Collin (* 1994), französische Fußballschiedsrichterin
- Alexandre Collin (1808–1890), französischer Bauingenieur
- Amanda Collin (* 1986), dänische Schauspielerin
- Anna Collin-Tobisch (1836–1902), österreichisch-niederländische Konzertsängerin, Gesangslehrerin und Chorleiterin
- Annemarie Collin (1913–1992), deutsche Schauspielerin, Synchron- und Hörspielsprecherin
- Anton Collin (1891–1973), finnischer Skilangläufer und Radrennfahrer
- Birgit Collin-Langen (* 1956), deutsche Politikerin (CDU)
- Charity Collin (* 1983), deutsche Schauspielerin
- Daniel Collin (1824–1910), deutscher Buchhändler und Verleger
- Darja Collin (1902–1967), niederländisch-italienische Tänzerin und Tanzlehrerin
- Dinah Collin (* vor 1969), britische Kostümbildnerin
- Édouard Collin (* 1987), französischer Schauspieler
- Erich A. Collin (1899–1961), deutscher Sänger (Tenor)
- Ernst Collin (1886–1942), deutscher Buchbinder, Schriftsteller und Redakteur
- François Collin de Blamont (1690–1760), französischer Komponist
- Gustav Collin (1890–1966), schwedischer Schwimmer
- Heinrich Joseph Collin (Mediziner) (1731–1784), österreichischer Arzt
- Heinrich Joseph von Collin (1771–1811), österreichischer Schriftsteller
- Henri Collin (1853–1921), französischer Geistlicher, Politiker und Journalist
- Hyacinthe Collin de Vermont (1693–1761), französischer Maler
- Jacques Albin Simon Collin de Plancy (1794–1881), französischer Schriftsteller und Okkultist
- James Edward Collin (1876–1968), britischer Entomologe
- Jean-François Collin d’Harleville (1755–1806), französischer Dichter und Dramatiker
- John Collin (Schauspieler) (1928–1987), britischer Schauspieler
- John F. Collin (1802–1889), US-amerikanischer Politiker
- Julie Carraz-Collin (* 1980), französische Biathletin
- Kaisa Collin (* 1997), finnische Fußballspielerin
- Maren Collin (* 1938), deutsche Leichtathletin
- Martin Collin (1882–1906), deutscher Violinist
- Mary Collin (1860–1955), englisch-britische Schuldirektorin und Aktivistin für das Frauenwahlrecht
- Matthäus von Collin (Mediziner) (1739–1814), österreichischer Mediziner
- Matthäus von Collin (1779–1824), österreichischer Schriftsteller und Erzieher
- Max Georg Collin (1851–1918), deutscher Kunstbuchbinder
- Maxime Collin (* 1979), kanadischer Schauspieler
- Nicholas Collin (1746–1831), schwedischer Pfarrer und Amateur-Wissenschaftler
- Ottilie Collin (1863–nach 1896), österreichische Schauspielerin und Sängerin (Sopran)
- Otto Collin (1904–1988), deutscher Schauspieler
- Peter Collin (* 1967), deutscher Rechtswissenschaftler
- Philip Collin (* 1963), US-amerikanischer Autorennfahrer
- Philipp Collin (* 1990), deutscher Volleyballspieler
- Philippe Collin (* 1975), französischer Radiomoderator und Journalist
- Pierre Collin (* 1938), kanadischer Schauspieler
- Raphaël Collin (1850–1916), französischer Maler und Illustrator
- Richard Oliver Collin (* 1940), US-amerikanischer Schriftsteller und Politikwissenschaftler
- Romain Collin (* 1979), französischer Fusion- und Jazzmusiker
- Wilhelm Collin (1820–1893), deutscher Kunstbuchbinder